# Complesso Reale
Il Complesso Reale (in serbo Краљевски комплекс?, Kraljevski kompleks) è stato la residenza dei sovrani di Jugoslavia, edificato per volontà del re Alessandro I a Dedinje, un quartiere del comune urbano di Savski Venac a Belgrado.
Copre un'area di oltre 100 ettari in gran parte adibiti a parco; comprende due palazzi principali, il Palazzo reale e il Palazzo bianco e diversi annessi come cucine, stalle, garage e corpi di guardia.

## Il parco

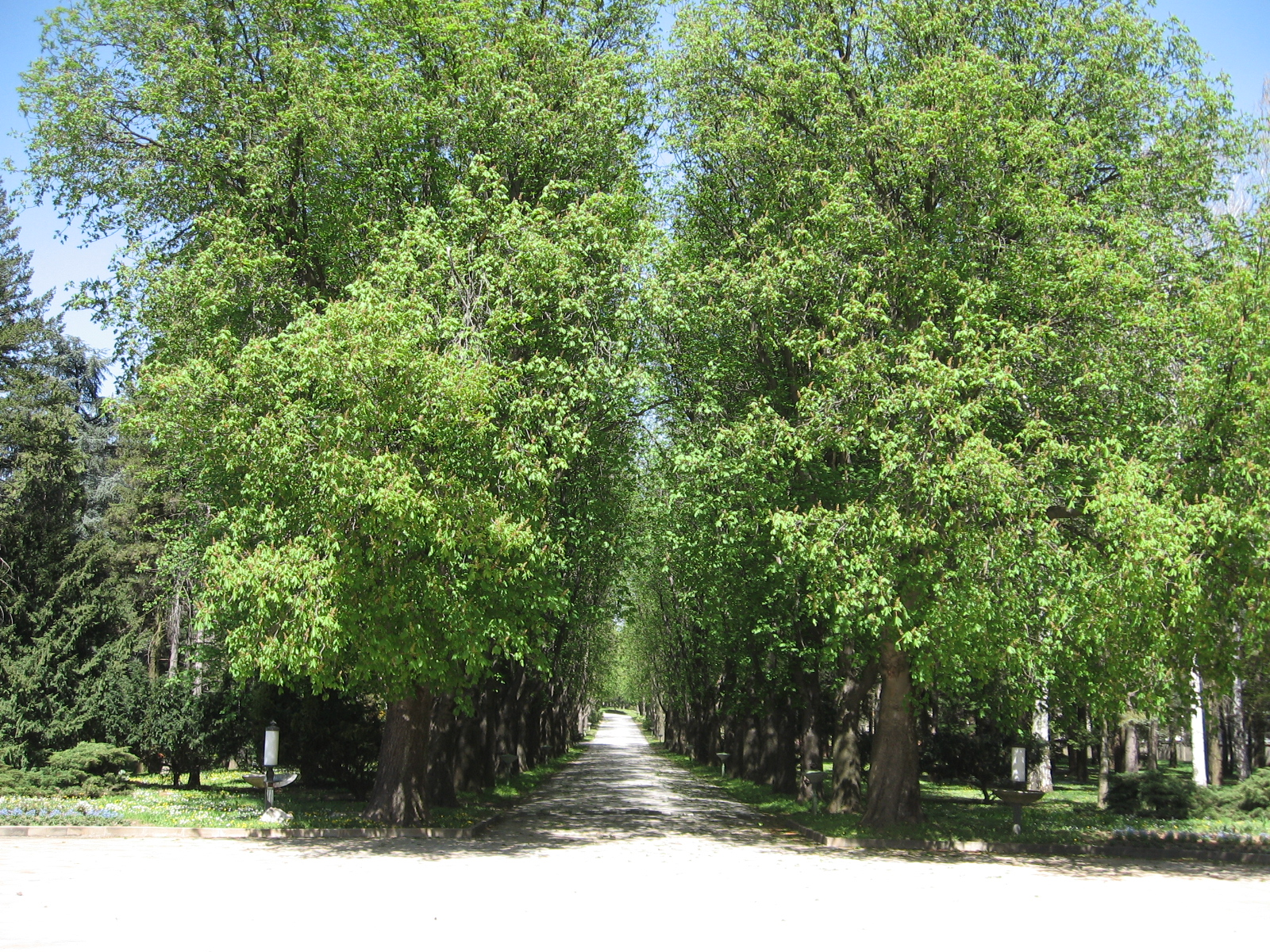
Viale alberato del Complesso

La maggior parte della superficie del Complesso reale è occupata da vegetazione. Gli edifici più importanti sono collegati tra loro da larghi viali alberati e circondati da parchi. Nelle immediate vicinanze dei palazzi, sono stati creati giardini all'italiana con aiuole fiorite e siepi collocate in maniera geometrica separati da vialetti e impreziositi con fontane e sedili; nelle zone più distanti dagli edifici principali, sono stati realizzati giardini all'inglese, dove prevalgono le specie arboree organizzate in boschetti o, comunque, piantate in maniera da sembrare spontanee; nei giardini all'inglese sorgono le costruzioni più piccole del complesso, e vi sono state inserite alcune statue.

## Il Palazzo reale

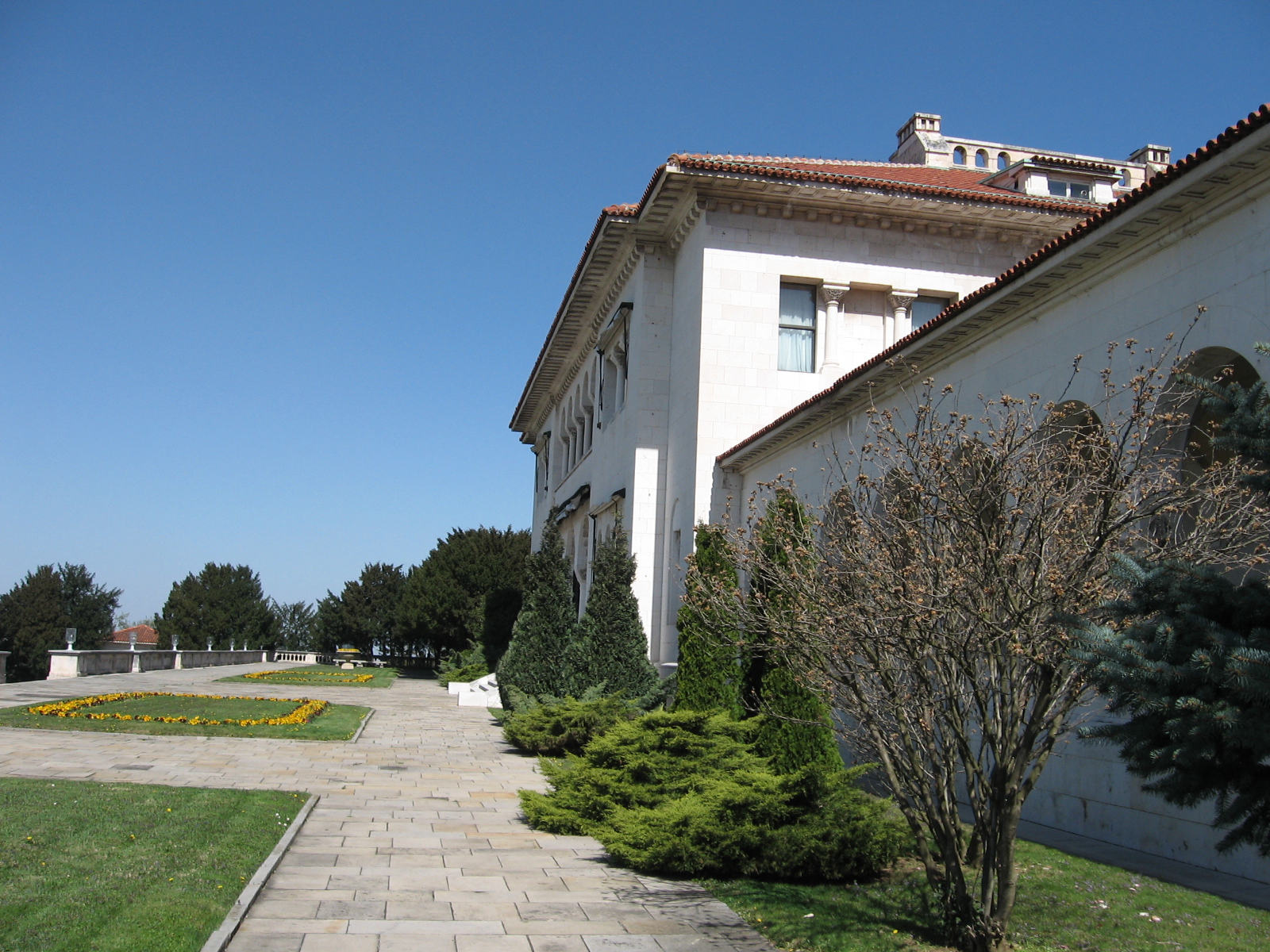
Facciata occidentale

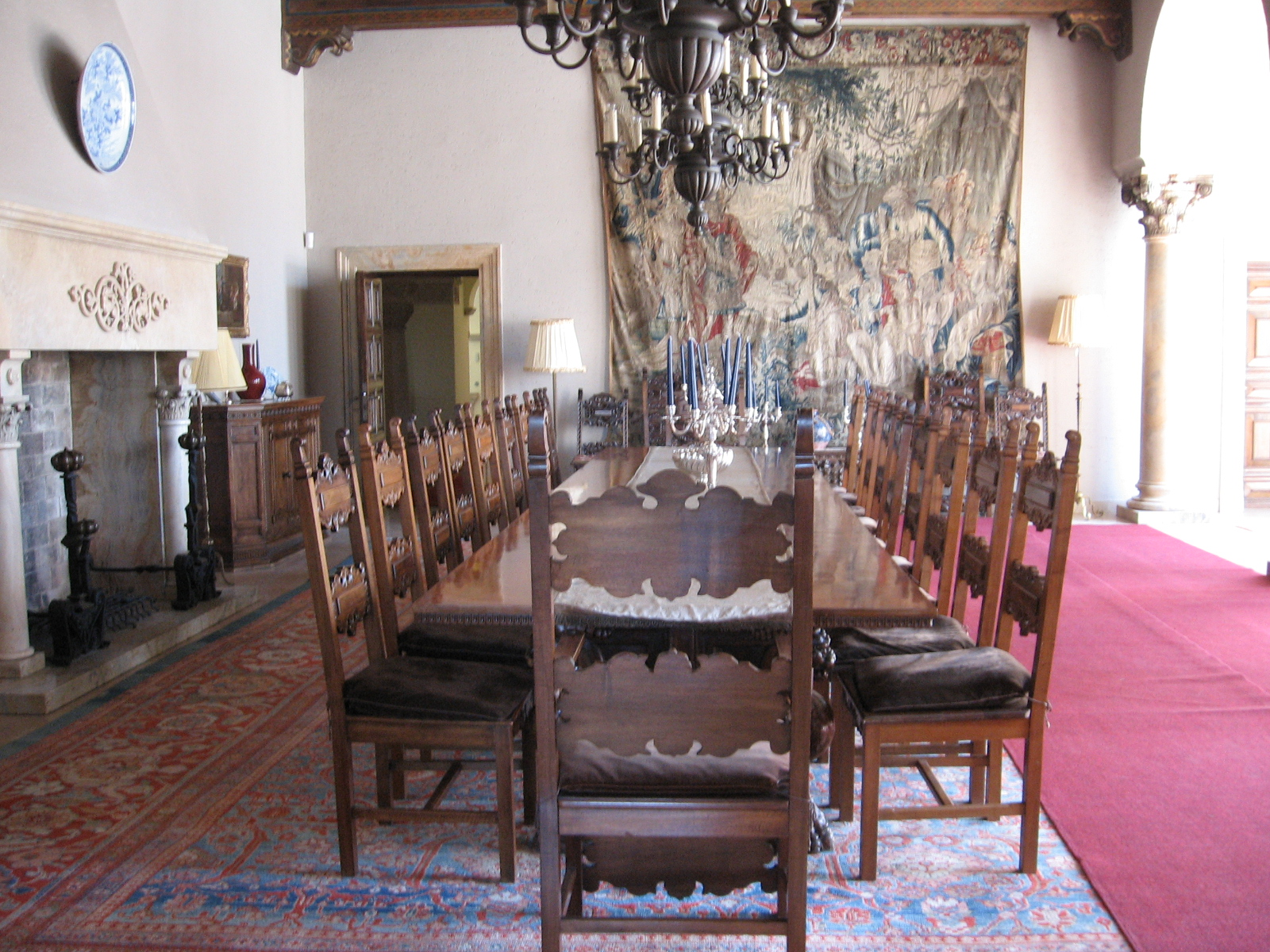
Sala da pranzo

Il Palazzo reale, o Kraljevski dvor, fu costruito dall'architetto Živojin Nikolić dell'Accademia reale serba coadiuvato dai colleghi russi Nikolaj Krasnov e Viktor Lukomskij tra il 1924 e il 1929, e finanziato con fondi privati del re Alessandro I che vi stabilì la propria residenza.
L'edificio è costruito in uno stile che richiama l'architettura bizantina serba. Le pareti esterne sono rivestite di marmo bianco proveniente dall'isola croata di Brač; sulle facciate sono presenti colonnati che incorniciano le finestre, a volte sormontati da arcate, a volte da trabeazioni lineari: i capitelli delle colonne presentano decorazioni a motivo floreale o animale. Altri porticati corrono lungo il pian terreno del palazzo: sulla facciata principale dove una grande volta sorretta da quattro coppie di colonne ne costituisce l'ingresso monumentale, e sui lati orientale ed occidentale, in cui due colonnati uniscono l'edificio alla cappella reale e racchiudono quest'ultima in un cortile.
Il palazzo reale ha tre piani: il pian terreno, di rappresentanza, dove sono presenti un grande ingresso, la sala da pranzo decorata in stile barocco, la sala blu e quella d'oro in stile rinascimentale, e la biblioteca; al primo piano sono ubicati gli appartamenti reali; il piano interrato è occupato dalle sale in cui i sovrani passavano il tempo libero; tra queste, la sala del biliardo, quella del teatro, e la sala del fumo.
Sul lato occidentale, si apre una grande terrazza da cui si gode una vista sui dintorni di Belgrado, sul parco Topčider e sul monte Avala. A circondare il palazzo reale, ci sono giardini in cui sono inseriti padiglioni, piscine, terrazze, pergolati e gazebi per concerti.

## La cappella di corte

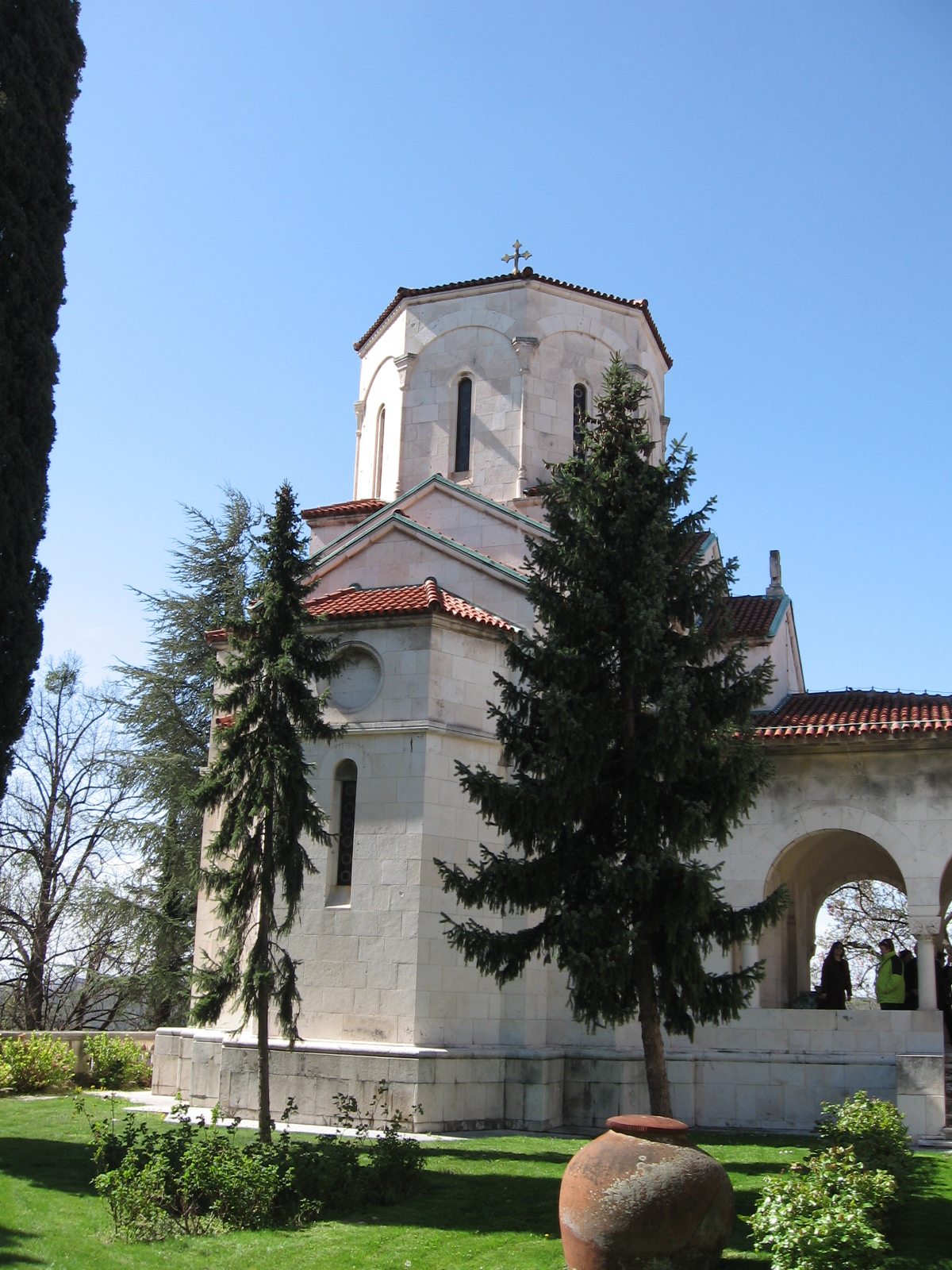
Esterno

La cappella di corte fu costruita nello stesso periodo del palazzo reale; è collegata a quest'ultimo da un cortile porticato posto sul lato sud della reggia. Lo stile della costruzione è quello bizantino serbo, e si rifà alla piccola chiesa reale di Stefano Milutin nel monastero di Studenica e alla chiesa di sant'Andrea lungo il fiume Treska in Macedonia. 
La chiesa è dedicata a sant'Andrea apostolo, patrono della famiglia reale.

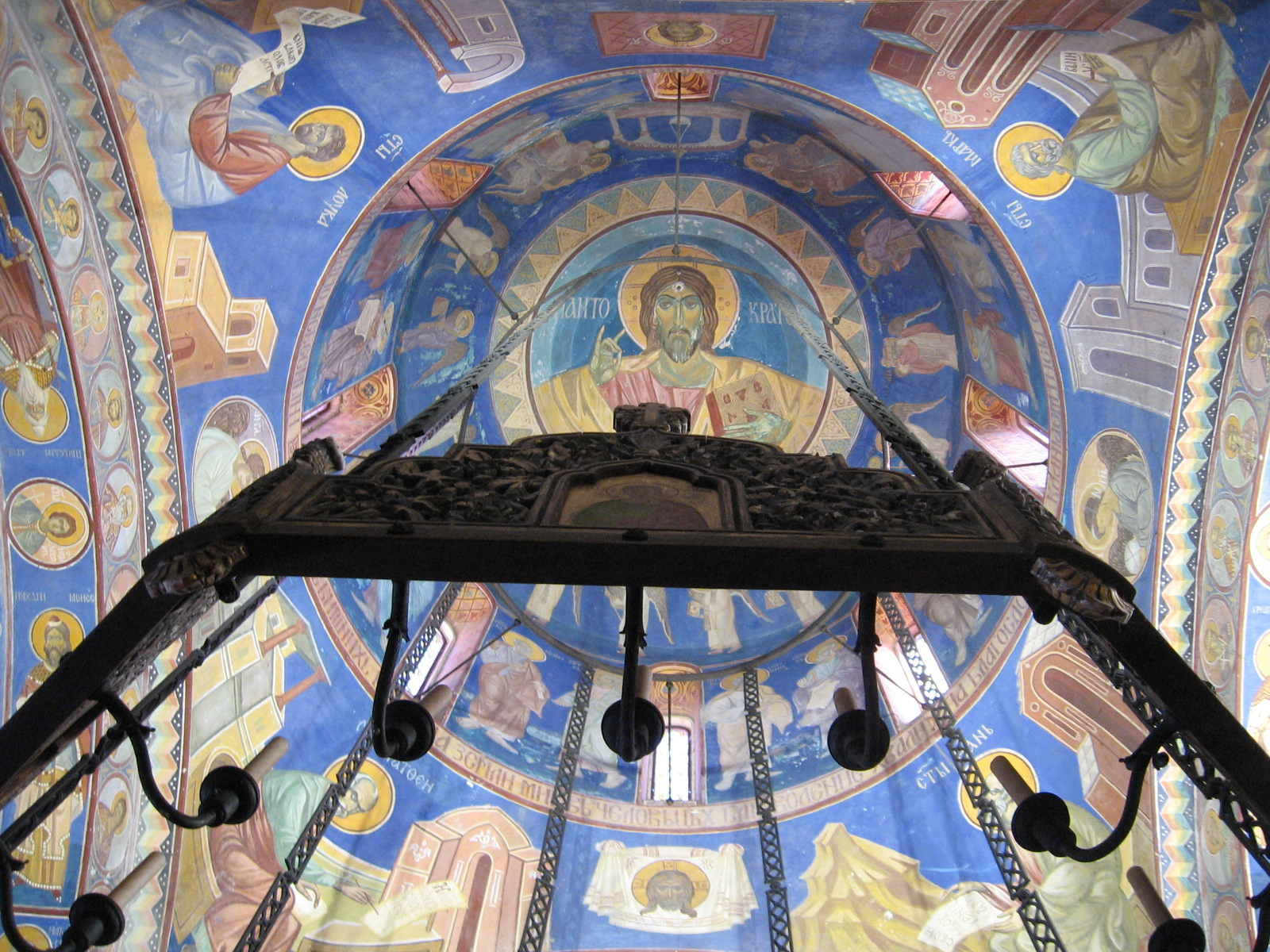
Cupola

L'interno presenta un'antica iconostasi lignea ed è completamente ricoperto di affreschi: le opere furono realizzate da pittori provenienti dalla Russia, che si ispirarono ai dipinti dei monasteri ortodossi della Serbia medievale; i dipinti furono scelti dallo stesso sovrano.
Usata dalla famiglia reale per le cerimonie religiose durante le principali festività, nel 1944, con la presa di Belgrado da parte delle milizie comuniste di Tito e la costituzione della Repubblica Socialista Federale di Jugoslavia, la cappella fu trasformata in deposito di attrezzature agricole, perdendo il suo uso liturgico; le preziose opere d'arte, tra cui l'icona della Vergine con Bambino proveniente da Ohrid, furono trafugate, e gli affreschi sfregiati. Nel 1953, quando il negus d'Etiopia Hailé Selassié visitò il complesso, la cappella fu restaurata e riconsacrata, ma i segni della profanazione rimangono tuttora, come il colpo di fucile sulla fronte del Cristo Pantocratore dipinto nella cupola.

## Il Palazzo bianco

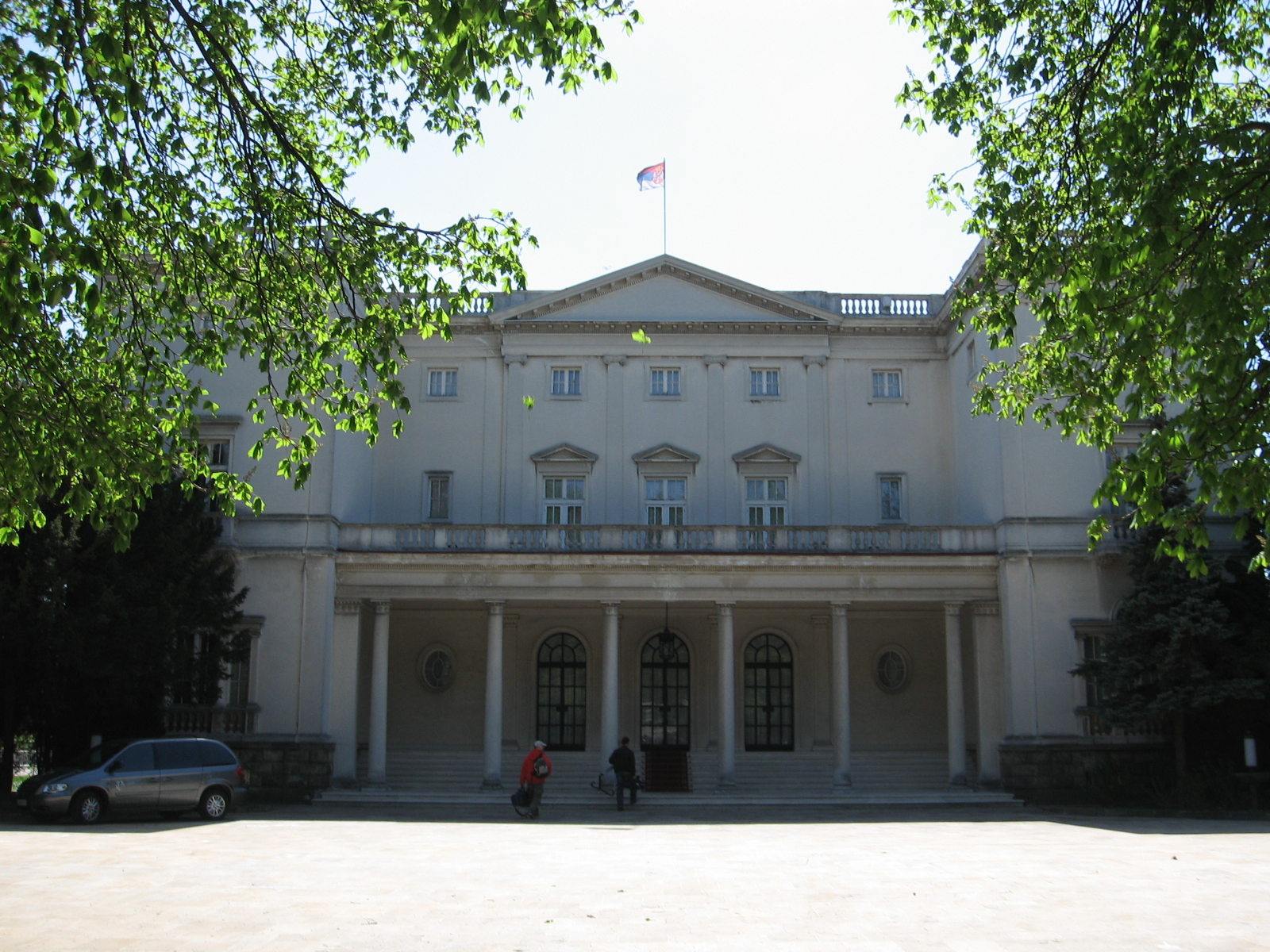
Facciata

Il Palazzo bianco o Beli dvor fu commissionato dal re Alessandro I come residenza dei propri figli, l'erede al trono Pietro e i figli minori Tomislav e Andrej. Quando, nel 1934 Alessandro I fu assassinato a Marsiglia, suo cugino Paolo assunse il titolo di reggente del trono di Jugoslavia e si stabilì al Palazzo reale, continuando la costruzione del Beli dvor che fu completata nel 1936.
L'edificio è in stile neoclassico, e fu disegnato dall'architetto Aleksandar Đorđević. La facciata è sormontata da un timpano sorretto da quattro pseudocolonne joniche; l'entrata è preceduta da un porticato a sei colonne con capitelli che richiamano l'ordine dorico, che sorregge una terrazza delimitata da una balaustra marmorea.
L'interno si sviluppa su tre piani; al pian terreno, l'ambiente più grande è il largo peristillio da cui parte una scalinata per il primo piano, e che è circondato dalle sale di rappresentanza arredate con mobilio in stile Luigi XV e Luigi XVI e dalla sala da pranzo in stile Chippendale. Nella struttura sono ospitate numerose opere d'arte, soprattutto dipinti, realizzati da famosi artisti internazionali, quali, tra gli altri, il Canaletto, Rembrandt, Nicolas Poussin, Jan Brueghel il Vecchio e Đura Jakšić.
L'esterno del palazzo presenta i parapetti delle terrazze, i cornicioni, le colonne e i pilastri e le decorazioni intorno alle porte e alle finestre realizzati in marmo bianco, mentre le pareti sono ricoperte da intonaco anch'esso bianco: da qui, il nome dell'edificio.

## La casa di paglia

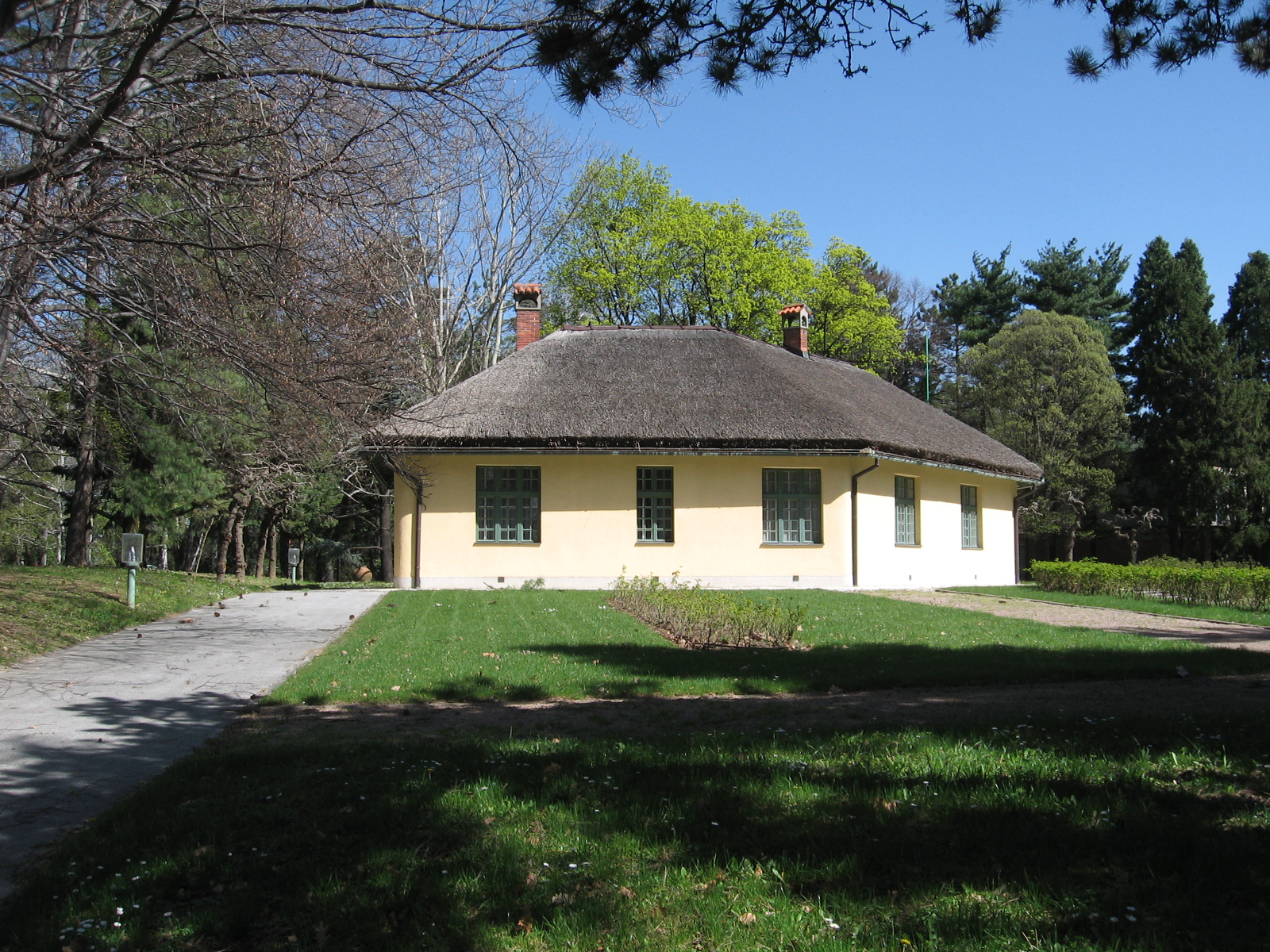
Slamnata kuća

La casa di paglia o Slamnata kuća è un grazioso fabbricato posto tra l'ingresso del Complesso e il Palazzo reale. Realizzato nello stile tradizionale delle case rurali serbe, presenta un tetto di paglia da cui prende il nome.
Fu voluto dal fondatore della tenuta, re Alessandro I che vi dimorò prima del completamento della reggia, per sovraintendere ai lavori di costruzione del Complesso. Quando il palazzo reale fu ultimato e la famiglia vi si stabilì, la casa di paglia fu destinata ai principi Pietro, Tomislav e Andrej per i loro studi, nell'attesa che fosse realizzato il Beli dvor, successivamente divenne gabinetto artistico della regina Maria. Attualmente ospita la stampa o qualche delegazione estera in visita.

## Destinazione attuale
Dopo la fine della Repubblica Socialista Federale di Jugoslavia, il discendente dell'ultimo sovrano Pietro II, Aleksandar Karađorđević, si è visto riconsegnare dallo stato serbo la proprietà del Complesso reale e vi ha stabilito la propria residenza. Nel periodo compreso tra aprile ed ottobre, il monumento è aperto al pubblico che, nei fine settimana, vi può effettuare visite guidate.